# Gypona canla
Gypona canla är en insektsart som beskrevs av Delong och Triplehorn 1979. Gypona canla ingår i släktet Gypona och familjen dvärgstritar. Inga underarter finns listade i Catalogue of Life.